# Chorizagrotis polygonides
Chorizagrotis polygonides là một loài bướm đêm trong họ Noctuidae.